# Tiếng Nam Sami
Tiếng Nam Sámi (åarjelsaemien gïele; tiếng Na Uy: sørsamisk; tiếng Thụy Điển: sydsamiska) là ngôn ngữ tây nam nhất của Ngữ chi Sami và được nói tại Na Uy và Thụy Điển. Nó là một ngôn ngữ bị đe dọa hiện tại được nói đa số tại miền Bắc và Trung Na Uy.
Có thể học được tiếng Nam Sámi tại Đại học Nord ở Levanger, Đại học Umeå ở Umeå và Đại học Uppsala ở Uppsala. Vào năm 2018, hai bậc thạc sĩ được viết trong ngôn ngữ này tại Đại học Umeå.

## Hệ chữ viết
Nam Sami là một trong 6 ngôn ngữ trong ngữ chi Sami mà có hệ chữ viết, nhưng chỉ có một số quyển sách được xuất bản cho ngôn ngữ này, một trong số đó là một từ điểm tiếng Nam Sami–Na Uy.
Nam Sami dùng chữ viết Chữ Latinh:
| A a | B b | D d | E e | F f | G g | H h | I i |
| Ï ï | J j | K k | L l | M m | N n | O o | P p |
| R r | S s | T t | U u | V v | Y y | Æ æ | Ö ö |
| Å å |     |     |     |     |     |     |     |

Hội đồng tiếng Sami đề xuất thêm chữ ⟨æ⟩ and ⟨ö⟩ vào năm 1976, nhưng bị thay thế bởi ⟨ø⟩ ở Na Uy và ⟨ä⟩ ở Thụy Điển để sử dụng phù hợp trong tiếng Thụy Điển và tiếng Na Uy, dựa trên sự khả dụng của các máy tính và máy đánh chữ.
C c, Q q, W w, X x, Z z được dùng cho các từ có nguồn gốc từ nước ngoài.

## Tham khảo

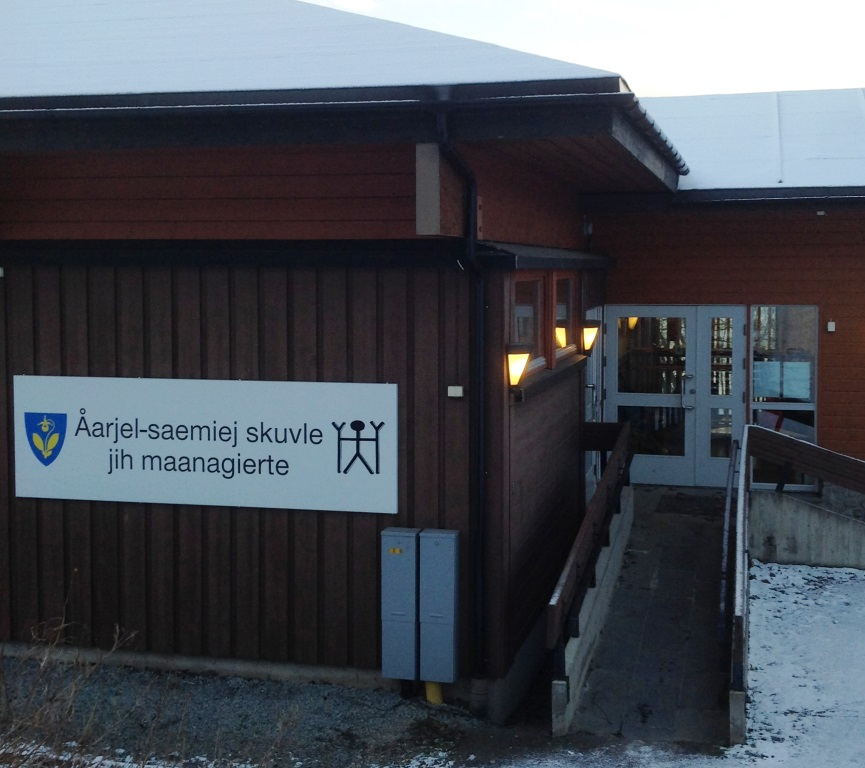
Åarjel-saemiej skuvle (Trường Nam Sami) và maanagierte (mầm non) ở Snåsa.